# Meinhard Knoll
Meinhard Knoll ist ein Universitätsprofessor im Ruhestand und unabhängiger Forscher. Er war jahrzehntelang in Forschung und Lehre auf dem Gebiet der künstlichen Sinne tätig, insbesondere im Bereich der Mikro- und Nanotechnologien und der chemischen Mikrosensorik.

## Leben
Meinhard Knoll studierte 1976 bis 1979 an der Technischen Universität Berlin und schloss zunächst als Diplom-Ingenieur ab. Er promovierte dort im Sommer 1983. Von 1980 bis 1983 war er dabei wissenschaftlicher Mitarbeiter am Hahn-Meitner-Institut für Kernforschung. 1985 wurde er zunächst C2-Professor an der Fachhochschule Münster und 1993 C3-Professor an der Fachhochschule. 1997 wurde Knoll zum  Universitätsprofessor (C4) an der Westfälischen Wilhelms-Universität Münster berufen. Er ist Autor zahlreicher Publikationen, war Projektleiter großer Forschungsprojekte und Doktorvater zahlreicher Doktoranden. 1994 wurde er mit dem Philip Morris Forschungspreis ausgezeichnet. Er wurde 2018 von der Universität Münster in den Ruhestand versetzt.

## Schriften (Auswahl)
- Generation von Oxidladungen und Phasengrenzzuständen im MOS-System durch Tunnelinjektion und ionisierende Bestrahlung. Hahn-Meitner-Institut für Kernforschung, Berlin 1983 (zugleich: Dissertation, TU Berlin).
- A self-writing smart label based on doping front migration. In: Electrochimica Acta, 54(2), 2008.
- Mit C. Althaus et al.: Nano film processor based on the lateral self-oxidation of a nanoscale aluminum film. In: Electrochimica Acta, Vol. 9, 2013.
- Mit C. Schoo: Electrolyte supply and modelling of electrochemical nanofilmprocessors. In: Sensors and Actuators B: Chemical, 2017(B 239)